# كلم (ورزقان)
كلم هي قرية في مقاطعة ورزقان، إيران. عدد سكان هذه القرية هو 47 في سنة 2006.